# Syntetický diamant
Syntetický neboli laboratorně vytvořený diamant (dále také lab-grown diamant, LG diamant, LGD, diamant laboratorního původu, laboratorní nebo umělý diamant) je diamant cíleně vytvořený člověkem v kontrolovaném technologickém procesu v laboratoři (na rozdíl od přírodních diamantů, které vznikají geologickými procesy a získávají se těžbou z primární horniny nebo ze sekundárních náplavů na plážích, na mořském dně či v řekách).
Ve většině parametrů se diamanty přírodního i laboratorního původu naprosto shodují. V obou případech jde o pravé diamanty (na rozdíl od různých napodobenin diamantu). Mají stejné složení, tvrdost i další fyzikální a optické vlastnosti. Liší se pouze místem vzniku a délkou a způsobem krystalizace, případně stářím.
První pokusy o vytvoření umělého diamantu proběhly již v 19. století. Prvenství není jednoznačné. První úspěch bývá připisován Henrimu Moissanovi (1893/4), jiné zdroje za prokazatelný považují až pokus společnosti General Electric (GE) v roce 1954. Další výzkum přinesl v současnosti dvě nejpoužívanější metody výroby umělých diamantů: HPHT a CVD. Umělé diamanty se dnes využívají k mnoha účelům.

## Historie
První krok k laboratorní výrobě diamantu učinil Antoine Lavoisier, který roku 1797 zjistil, že krystalická mřížka diamantu odpovídá krystalické struktuře uhlíku. Tento objev odstartoval první pokusy o člověkem řízenou výrobu diamantů. V letech 1879 až 1928 se objevilo několik nepotvrzených prohlášení o úspěšné laboratorní výrobě diamantů. Francouzský chemik Henri Moissan roku 1893 provedl experiment, při němž ve speciální peci nechal na uhlík působit vysoký tlak a vysokou teplotu (3,500 °C), čímž simuloval podmínky vzniku diamantů v přírodě. Údajně se mu podařilo vytvořit mikroskopické syntetické diamanty. Na jeho práci navazují moderní metody výroby diamantů.
Ve 40. letech 20. století na výzkumu cílené výroby diamantů pracovaly týmy v USA, Švédsku a SSSR. Prokazatelné prvenství se nejčastěji připisuje společnosti General Electric (GE), která ve 40. letech spustila tzv. Project Superpressure. Kvůli druhé světové válce byly ale práce přerušeny a úspěch přišel až v prosinci 1954. Chemik H. Tracy Hall se stal tvůrcem prvního reprodukovatelného procesu umělé výroby diamantů.

## Technologie výroby
Existuje několik metod výroby LG diamantů: kromě nejrozšířenějších HPHT (high pressure and high temperature – vysoký tlak a vysoká teplota) a CVD (Chemical Vapor Deposition – chemická depozice z plynné fáze) se výjimečně používá také explozivní výroba (tvorba detonačních nanodiamantů) a sonikace grafitových roztoků (použití silného ultrazvuku). Metody HPHT a CVD pracují s malým kusem diamantu, který funguje jako zárodečný krystal. Laboratorní výroba diamantů je relativně levná, ve srovnání s těžbou přírodních diamantů je podstatně jednodušší a vyžaduje nižší spotřebu energie.

### HPHT
Z původních pokusů a ze simulace podmínek přírodního vzniku diamantů vychází stále nejpoužívanější metoda HPHT (high pressure and high temperature – vysoký tlak a vysoká teplota). Je oblíbená zejména pro relativně nízkou cenu. Používá se při ní tlak cca 5 GPa (50 kbar) a teplota 1500 °C. K vytvoření těchto podmínek se používají 3 různá zařízení: pásové, krychlové a s dělenými koulemi (BARS).

### CVD
Metoda chemické depozice z plynné fáze se začala vyvíjet v 80. letech 20. století. Její výhodou oproti HPHT metodě, která se hodí pro masovější produkci, je její variabilita a relativní jednoduchost. Metoda CVD proto převažuje za účelem výzkumu.
Zárodečný krystal roste v reaktoru naplněném směsí specifických plynů bohatých na uhlík za použití mikrovlnného záření. Při této metodě se dosahuje nižších teplot, pouze 800–1200 °C. Výsledkem jsou ploché, kubické, tabulkové krystaly.

## Vlastnosti
Umělé diamanty se s diamanty přírodního původu shodují téměř ve všech ohledech. Mají stejné optické, fyzikální i chemické vlastnosti – složení (oba tvoří uhlík), tvrdost (10 na Mohsově stupnici), křehkost, dokonalou štěpnost i předpoklady pro kvalitu brilance, třpytu a lesku. V obou případech jde o pravé diamanty. K jejich rozpoznání je třeba pokročilé testování ve speciálních gemologických laboratořích.
Liší se pouze způsobem vzniku: lab-grown diamanty vznikají při kontrolovaném procesu v laboratoři, přírodní diamanty vznikají v nekontrolovaném procesu v hlubinách zemské kůry. Díky kontrolovanému procesu vzniku je možné docílit dokonalé čistoty a vnitřní struktury, jichž dosahuje jen minimum diamantů přírodního původu.
Další významný rozdíl je v ceně: umělé diamanty jsou v průměru cca o 30 % levnější než přírodní diamanty, v některých případech je rozdíl v ceně stejně velkého drahokamu až 70 %.
HPHT i CVD diamanty mohou být broušeny a dají se vyrobit v nejrůznějších barvách: kromě čiré také ve žluté, hnědé, modré, zelené, oranžové i červené. Některé lab-grown diamanty dokonce mění barvu při vystavení různým světelným nebo tepelným podmínkám.

## Užití
Přestože mediální pozornost přitahují zejména lab-grown diamanty používané ve šperkařství, největšího užití mají v průmyslových oborech. Od nich také vycházely první impulzy ke snahám o cílené vytvoření diamantů člověkem. Pro využití v průmyslu totiž velmi dobře slouží i velmi malé diamanty
Odhaduje se, že 98 % poptávky po diamantech průmyslové kvality je zajišťováno syntetickými diamanty. Pro svou tvrdost se hojně využívají pro výrobu obráběcích strojů a řezných nástrojů, jejich tepelná vodivost a optické vlastnosti mají význam při výrobě laserů a komunikačních technologií. Umělé diamanty mohou sloužit jako polovodiče, což z nich dělá významný materiál při výrobě mikroelektroniky.
Až s rozvojem technologií a schopností vytvořit větší laboratorní diamanty se začaly hojněji využívat i v klenotnictví. Trend šperků s LG diamanty lze vysledovat cca od roku 2010, lze tedy ještě stěží odhadovat jeho další vývoj a vliv na šperkařský průmysl a těžbu přírodních diamantů. Významným faktorem pro jejich rostoucí oblibu ve šperkařství je udržitelnější a etičtější způsob výroby.

## Certifikace
Každý lab-grown diamant použitý ve šperku by měl být prodán s certifikátem. Certifikaci umělých diamantů zajišťují specializované gemologické laboratoře, nejčastěji GIA a IGI. Každý LG diamant má své unikátní číslo. To se nachází na certifikátu a je také laserem vypáleno přímo do kamene. Podle tohoto kódu, tzv. inskripce, lze pak konkrétní diamant vyhledat v mezinárodní databázi. Největším dosud certifikovaným umělým diamantem je CVD diamant s názvem Freedom of India o váze 14,6 ct.

## Vývoj ceny
Díky rychlému rozvoji technologií, podpořenému stále rostoucí poptávkou ze strany klenotníků, velmi prudce klesá cena lab-grown diamantů. V současné době se rozdíl v ceně diamantů laboratorního a přírodního původu pohybuje mezi 30 až 70 %. Další vývoj cen lze těžko odhadovat. Z pohledu prodejců šperků má klesající cena LG diamantů výhody i nevýhody: představují sice stále dostupnější alternativu k přírodním diamantům, zákazníci v nich ale nevidí dobrou investici a taky s nákupem raději vyčkávají.

## Alternativy přírodních diamantů
Ve šperkařství se používají nejrůznější napodobeniny diamantů. Nejčastěji se používá moissanit, kubická zirkónie a bílý safír. Na rozdíl od lab-grown diamantů ale nedosahují kvalit přírodních diamantů (především tvrdosti, lesku a stálosti) a nejde o pravé diamanty. Lze je tedy považovat za méně kvalitní alternativy.